# 歴史民俗資料学研究科
歴史民俗資料学研究科（れきしみんぞくしりょうがくけんきゅうか、英称：The Graduate School of History and Folklore studies）は、
日本の大学院研究科のうち、民俗資料学に関する高度な教育・研究を行う機構の1つである。

## 概要
現在、日本では神奈川大学の大学院に設置（1993年3月19日文部省設置認可）されている研究科である。

## 分野
歴史民俗資料学研究科の取り扱う内容としては民俗調査、古文書の修復実習等を含む「歴史民俗資料学」「古代・中世史料学」「近代史料学」「現代史料学」「口承民俗資料学」「比較民俗資料学」「芸術文化資料学」「文化遺産資料学」「景観資料学」「建築文化資料学」「文化人類学」「考古資料学」「博物館展示学」「保存科学」「国際理解」等。
学位については、たとえば神奈川大学大学院の歴史民俗資料学研究科にて、歴史民俗資料学専攻の博士前期課程を修了した者には修士（歴史民俗資料学）、または、修士（学術）が授与される。歴史民俗資料学専攻の博士後期課程を修了した者には博士（歴史民俗資料学）、または、博士（学術）が授与される。

## 歴史民俗資料学研究科を置く大学

### 私立
- 神奈川大学大学院